# Phong trào Tái thiết Quốc gia
Phong trào Tái thiết Quốc gia (tiếng Tây Ban Nha: Movimiento de Regeneración Nacional), thường được gọi tắt là Morena ([moˈɾena]), là một đảng cánh tả lớn ở México, thường được mô tả là dao động giữa khuynh hướng dân chủ xã hội và chủ nghĩa dân túy. Năm 2023, Morena là đảng lớn nhất ở México theo số lượng đảng viên. Morena là đảng cầm quyền kể từ năm 2018 và được tái cử nhiệm kỳ thứ hai trong cuộc tổng tuyển cử năm 2024.
Morena được thành lập như một tổ chức phi lợi nhuận vào năm 2011 và đăng ký chính đảng vào năm 2014. Andrés Manuel López Obrador là lãnh đạo Phong trào Tái thiết Quốc gia cho đến ngày 12 tháng 12 năm 2017, khi ông quyết định vận động tranh thủ quyền ứng cử tổng thống của Morena và được Yeidckol Polevnsky kế nhiệm.
Trong cuộc tổng tuyển cử năm 2018, Phong trào Tái thiết Quốc gia thành lập liên minh Juntos Haremos Historia với Đảng Lao động và Đảng Gặp gỡ Xã hội. López Obrador trúng cử tổng thống với 53% số phiếu bầu và liên minh giành được đa số ghế ở cả Thượng viện và Hạ viện. Morena tiếp tục liên minh Juntos Hacemos Historia trong cuộc bầu cử Hạ viện năm 2021. Trong cuộc tổng tuyển cử năm 2024, Claudia Sheinbaum, ứng cử viên tổng thống của Morena, trúng cử tổng thống, trở thành nữ tổng thống đầu tiên của México.

## Lịch sử

### Bối cảnh
Trong cuộc tổng tuyển cử năm 2006, Andrés Manuel López Obrador, cựu thị trưởng Thành phố México, được Liên minh phúc lợi toàn dân, bao gồm Đảng Cách mạng Dân chủ, Đảng Lao động và Đảng Hội tụ, đề cử làm ứng cử viên tổng thống. Sau khi thất cử, López Obrador cáo buộc có gian lận bầu cử và tự phong là "tổng thống hợp pháp" mặc dù tòa án bầu cử bác bỏ đơn khiếu nại của ông.
Trong Quốc hội khóa LX, các đảng cánh tả thành lập khối Mặt trận Tiến bộ Rộng rãi để thúc đẩy cương lĩnh chính trị của López Obrador. Tuy nhiên, nhiều nghị sĩ Đảng Cách mạng Dân chủ bắt đầu xa lánh López Obrador vì những tuyên bố "tổng thống hợp pháp" của ông. Trong cuộc bầu cử chủ tịch Đảng Cách mạng Dân chủ năm 2008, Jesús Ortega giành chiến thắng trước Alejandro Encinas, đồng minh của López Obrador.
Năm 2008, López Obrador thành lập "Phong trào quốc gia bảo vệ dầu mỏ, di sản và nền kinh tế bình dân", huy động được 200.000 nhà hoạt động nhằm ngăn chặn thành công đề xuất tư nhân hóa công ty dầu khí nhà nước Pemex.
Trong cuộc bầu cử Hạ viện năm 2009, nhiều đồng minh của López Obrador đã bị lãnh đạo đảng loại khỏi danh sách ứng cử viên và ông mất đi sự ảnh hưởng trong Quốc hội khóa LXI. Trong cuộc bầu cử địa phương năm 2010, Đảng Cách mạng Dân chủ, Đảng Lao động và Phong trào Công dân liên minh với Đảng Hành động Quốc gia cánh hữu trong một số cuộc bầu cử thống đốc quan trọng để chống lại Đảng Cách mạng Thể chế, khiến cho López Obrador và các đồng minh của ông càng tách khỏi đảng.

### Hiệp hội dân sự (2011–2012)
Ngày 10 tháng 1 năm 2011, López Obrador kêu gọi thành lập Phong trào Tái thiết Quốc gia như một phong trào chính trị xã hội nhằm bảo vệ quyền bỏ phiếu cho cuộc tổng tuyển cử năm 2012.
Morena đặt mục tiêu thành lập "Ủy ban bảo vệ cử tri" tại 66.000 khu vực bầu cử trên cả nước để ngăn chặn gian lận bầu cử. Morena được chính thức thành lập như một hiệp hội dân sự vào ngày 2 tháng 10 năm 2011. López Obrador tuyên bố rằng bốn triệu người đã tham gia Morena trong vòng chín tháng.
Trong cuộc tổng tuyển cử năm 2012, López Obrador lại được Đảng Cách mạng Dân chủ, Đảng Lao động và Phong trào Công dân cùng đề cử làm ứng cử viên tổng thống. Vào ngày bầu cử, Morena đạt được phạm vi giám sát toàn diện trên tất cả 300 khu vực bầu cử. Tuy nhiên, López Obrador một lần nữa về nhì.
López Obrador ra khỏi Đảng Cách mạng Dân chủ vào ngày 9 tháng 9 năm 2012 do những bất đồng giữa López Obrador và lãnh đạo đảng về tương lai của Morena. López Obrador chỉ trích việc lãnh đạo Đảng Cách mạng Dân chủ liên minh với Đảng Hành động Quốc gia và Đảng Cách mạng Thể chế trong Quốc hội là "phản bội nhân dân".

### Chính đảng (2012–2017)
Ngày 20 tháng 11 năm 2012, Morena tổ chức Đại hội toàn quốc đầu tiên để chính thức bắt đầu việc chuyển đổi từ một hiệp hội dân sự thành một chính đảng. Các đại biểu tham dự đại hội phê duyệt điều lệ và kế hoạch hành động của đảng, bầu ra Hội đồng Quốc gia gồm 300 thành viên và bầu Martí Batres làm chủ tịch Ban chấp hành quốc gia.
Ngày 7 tháng 1 năm 2014, Batres nộp hồ sơ đăng ký chính đảng lên Viện Bầu cử Quốc gia. Viện Bầu cử Quốc gia công nhận Morena là chính đảng vào ngày 10 tháng 7, cho phép đảng nhận tài trợ của chính phủ liên bang và tham gia cuộc bầu cử Hạ viện năm 2015.

### Tổng tuyển cử năm 2018
Trước thềm cuộc tổng tuyển cử năm 2018, có những đồn đoán rằng bốn đảng cánh tả của México— Morena, Đảng Cách mạng Dân chủ, Đảng Lao động và Phong trào Công dân — có thể thành lập một liên minh. Tuy nhiên, Andrés Manuel López Obrador bác bỏ khả năng này do những khác biệt chính trị, nhất là sau cuộc bầu cử thống đốc bang Mexico năm 2017, khi các ứng cử viên của Đảng Cách mạng Dân chủ và Phong trào Công dân tiếp tục tranh cử thay vì ủng hộ ứng cử viên của Morena.
Tuy nhiên, Đảng Lao động liên kết với Morena sau khi rút ứng cử viên của đảng tại Bang México để ủng hộ ứng cử viên của Morena. Đảng Lao động chính thức liên minh với Morena tại Đại hội toàn quốc của đảng vào tháng 10 năm 2017, khi lãnh đạo đảng Alberto Anaya được tái cử nhiệm kỳ thứ hai. Tháng 11 năm 2017, Morena tiến hành thảo luận với Đảng Gặp gỡ Xã hội. Tháng 12 năm 2017, liên minh chính thức được thành lập dưới tên gọi Juntos Haremos Historia ("Chúng ta cùng nhau sẽ tạo nên lịch sử"), với López Obrador là ứng cử viên tổng thống của liên minh trong cuộc tổng tuyển cử năm 2018.

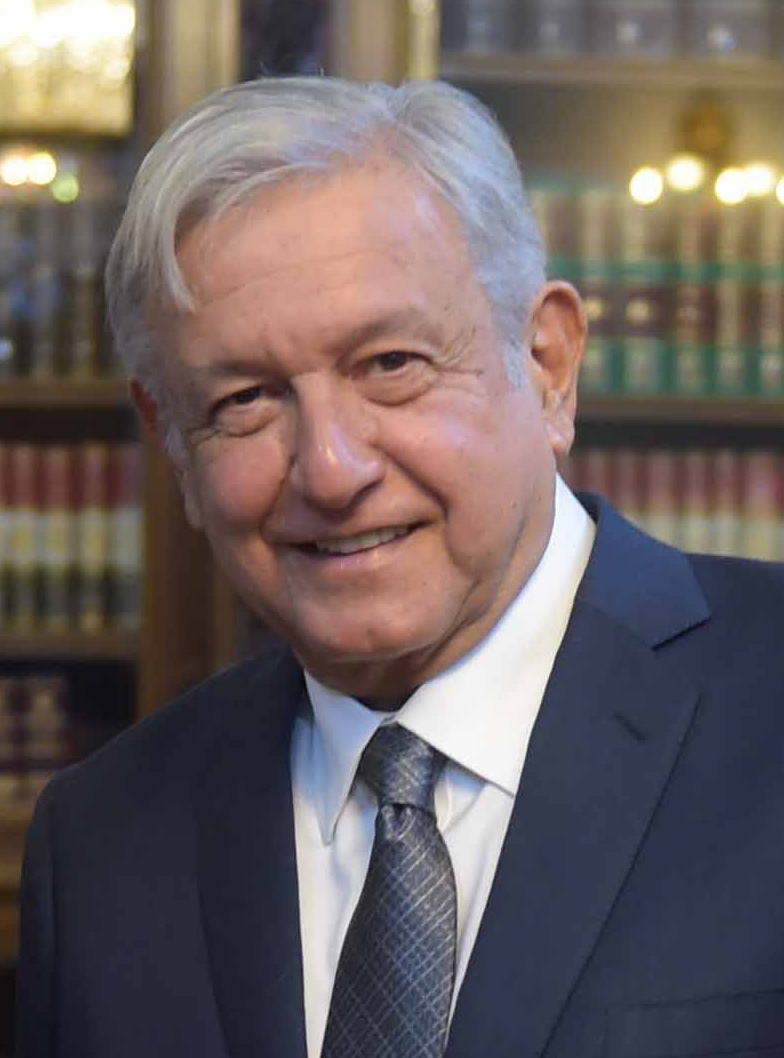
Andrés Manuel López Obrador, người sáng lập Morena và là tổng thống thứ 65 của México

López Obrador trúng cử tổng thống với 53% số phiếu bầu. Morena giành được 55 ghế tại Thượng viện, 156 ghế tại Hạ viện và chức thống đốc của Thành phố Mexico và bang Chiapas, Tabasco và Veracruz.
Trước và sau cuộc tổng tuyển cử năm 2018, nhiều chính trị gia Đảng Cách mạng Dân chủ, bao gồm các thị trưởng và nghị sĩ đương nhiệm, ra khỏi đảng để gia nhập Morena, kể cả Ifigenia Martínez y Hernández, một người sáng lập chính của Đảng Cách mạng Dân chủ.

### 2018–hiện tại
Năm 2019, chín hạ nghị sĩ từ Đảng Cách mạng Dân chủ ra khỏi đảng và gia nhập liên minh của Morena, cho phép chính phủ thông qua các sửa đổi hiến pháp với đa số hai phần ba.
Trong cuộc bầu cử Hạ viện năm 2021, Morena giành thêm bảy ghế, nhưng Juntos Hacemos Historia mất đa số hai phần ba cần thiết trong Hạ viện để sửa đổi hiến pháp.

## Ý thức hệ
Morena là một đảng cánh tả ủng hộ đa sắc tộc, đa tôn giáo, đa văn hóa, quyền LGBT, nhân quyền và bảo vệ môi trường. Phong trào Tái thiết Quốc gia phản đối chính sách kinh tế tân tự do mà Mexico bắt đầu áp dụng vào thập niên 1980 vì làm gia tăng tình trạng tham nhũng, bất bình đẳng kinh tế và chủ trương phát triển kinh tế tư nhân với sự quản lý của Nhà nước trong những lĩnh vực chiến lược mà Hiến pháp México quy định. Ngoài ra, Morena ủng hộ tăng cường vai trò của công đoàn nhằm thực hiện tiền lương công bằng và phản đối Nhà nước can thiệp vào công việc nội bộ của các tổ chức thương mại.
Morena phản đối tư nhân hóa Pemex và tình trạng độc quyền trong truyền thông đại chúng, nhất là truyền hình, ví dụ như Televisa và TV Azteca, hai công ty sở hữu 90% truyền hình México vào năm 2018. Phong trào Tái thiết Quốc gia ủng hộ thực hiện Hiệp định San Andrés nhằm cải thiện điều kiện cho người bản địa Mexico, hiệp định được Quân đội Giải phóng Dân tộc Zapatista và chính phủ ký vào năm 1996 nhưng không được Tổng thống Ernesto Zedillo thi hành.
Về các vấn đề xã hội, Morena ủng hộ nữ quyền và quyền LGBT, bao gồm hôn nhân cùng giới và hợp pháp hóa phá thai trên toàn quốc. López Obrador là tổng thống đầu tiên đề cập đến cộng đồng LGBT trong bài phát biểu thắng cử. Ngày 17 tháng 5 năm 2019, López Obrador ban hành sắc lệnh thành lập "Ngày quốc gia chống phân biệt người đồng tính, phân biệt đồng tính nữ, phân biệt chuyển giới và phân biệt song tính" tại México.
Morena phản đối chiến lược chống ma túy dưới thời tổng thống Felipe Calderón và chủ trương một chính sách mới, bao gồm việc hợp pháp hóa ma túy, ví dụ như cần sa.
Morena chủ truơng giảm bất bình đẳng kinh tế bằng cách thu hẹp khoảng cách lương giữa công chức cấp thấp và quan chức, cán bộ cấp cao, chẳng hạn như chính trị gia và thẩm phán, thông qua các biện pháp thắt lưng buộc bụng. Morena ủng hộ cắt giảm lương của các quan chức cấp cao (bao gồm tổng thống), sa thải tới 70% công chức liên bang không tham gia công đoàn và cắt giảm chi ngân sách bằng cách chống tham nhũng và gian lận thuế. Từ năm 2019, các thẩm phán Tòa án tối cao cắt giảm 25% lương.

### Cải cách tư pháp
Tháng 9 năm 2024, Tổng thống Andrés Manuel López Obrador tiến hành cải cách toàn diện hệ thống tư pháp México, bao gồm bầu cử trực tiếp thẩm phán ở cấp liên bang và bang, giảm số lượng thẩm phán Tòa án tối cao từ 11 xuống 9, giảm nhiệm kỳ của thẩm phán từ 15 xuống 12 năm và thành lập Tòa án kỷ luật tư pháp mới cùng với một cơ quan hành chính để quản lý nguồn lực của hệ thống tư pháp. Cải cách tư pháp bị chỉ trích với lý do làm suy yếu nghiêm trọng tính độc lập của tòa án, khuyến khích tham nhũng và làm xói mòn các cơ chế kiểm soát quyền lực. Các cuộc biểu tình lớn nổ ra và cán bộ, công chức ngành tư pháp trên cả nước tiến hành đình công nhằm phản đối đề xuất cải cách. Các tổ chức xã hội dân sự của México cảnh báo về những tác động tiêu cực đối với nền dân chủ México. Sau khi Hoa Kỳ và Canada công khai chỉ trích cải cách tư pháp, López Obrador tuyên bố "tạm dừng" quan hệ ngoại giao với cả hai nước và cáo buộc họ can thiệp vào công việc nội bộ của México.

## Cơ cấu tổ chức

### Chủ tịch
| Họ tên                      | Nhiệm kỳ                                    | Bang             |
| --------------------------- | ------------------------------------------- | ---------------- |
| Martí Batres                | 9 tháng 7 năm 2014 – 20 tháng 11 năm 2015   | Thành phố México |
| Andrés Manuel López Obrador | 20 tháng 11 năm 2015 – 12 tháng 12 năm 2017 | Tabasco          |
| Yeidckol Polevnsky          | 12 tháng 12 năm 2017 – 26 January 2020      | Thành phố México |
| Alfonso Ramírez Cuéllar     | 26 January 2020 – 5 tháng 11 năm 2020       | Zacatecas        |
| Mario Delgado Carrillo      | 5 tháng 11 năm 2020 – 30 September 2024     | Colima           |
| Luisa María Alcalde Luján   | 1 tháng 10 năm 2024 – hiện tại              | Thành phố México |

### Ban chấp hành quốc gia
- Luisa María Alcalde Luján - Chủ tịch
- Carolina Rangel Graciada - Tổng Thư ký
- Andrés Manuel López Beltrán - Thư ký Tổ chức
- Iván Herrera Zazueta - Thư ký Tài chính
- Camila Martínez Gutiérrez - Thư ký Truyền thông, Báo chí và Tuyên truyền
- Enrique Dussel - Thư ký Giáo dục, Đào tạo và Tăng cường năng lực chính trị
- Carlos Alberto Figueroa Ibarra - Thư ký Bảo vệ nhân quyền
- Janix Liliana Castro Muñoz - Thư ký Nghiên cứu và Dự án quốc gia
- Manuel Zavala Salazar - Thư ký Hợp tác xã, Kinh tế đoàn kết và Phong trào dân sự, xã hội
- Aaron Enríquez García - Thư ký Công tác thanh niên
- Adriana Grajales Gómez - Thư ký Công tác phụ nữ
- Bxido Xishe Jara Bolaños - Thư ký Công tác người bản địa
- Artemio Ortiz Hurtado - Thư ký Lao động
- Gonzalo Machorro Martínez - Thư ký Sản xuất
- Arturo Martínez Nuñez - Thư ký Nghệ thuật và Văn hóa
- Hugo Alberto Martínez Lino - Thư ký Bảo vệ chủ quyền, môi trường và di sản quốc gia
- Carlos Alberto Evangelista Aniceto - Thư ký Phòng, chống tham nhũng
- Martín Sandoval Soto - Thư ký Tăng cường các ý tưởng và giá trị đạo đức, tinh thần, công dân
- Manuel Alejandro Robles Gómez - Thư ký người México ở nước ngoài và Chính sách quốc tế
- Adolfo Villarreal Valladares - Thư ký Phúc lợi
- Almendra Negrete - Thư ký Đa dạng xu hướng tính dục

### Ấn phẩm
Tờ báo Regeneración là cơ quan ngôn luận chính thức của Morena. Tên của tờ báo lấy từ ấn phẩm bí mật cùng tên của anh em nhà Flores Magón, hai nhà báo chỉ trích chế độ Porfirian trước Cách mạng México.

## Kết quả bầu cử

### Tổng thống
| Năm  | Ứng cử viên                 | Phiếu bầu  | %     | Kết quả  | Ghi chú                              |
| ---- | --------------------------- | ---------- | ----- | -------- | ------------------------------------ |
| 2018 | Andrés Manuel López Obrador | 30.113.483 | 53,20 | Trúng cử | Liên minh: Juntos Haremos Historia   |
| 2024 | Claudia Sheinbaum           | 35.924.519 | 61,18 | Trúng cử | Liên minh: Sigamos Haciendo Historia |

### Bầu cử Quốc hội

#### Hạ viện
| Bầu cử | Đơn vị bầu cử | Đơn vị bầu cử | Đơn vị bầu cử | Đại diện tỷ lệ | Đại diện tỷ lệ | Đại diện tỷ lệ | Tổng cộng | Liên minh bầu cử          | Tổng thống                  | Tổng thống                                            | Vị thế                                                          |
| Bầu cử | Phiếu bầu     | %             | Số ghế        | Phiếu bầu      | %              | Số ghế         | Tổng cộng | Liên minh bầu cử          | Tổng thống                  | Tổng thống                                            | Vị thế                                                          |
| ------ | ------------- | ------------- | ------------- | -------------- | -------------- | -------------- | --------- | ------------------------- | --------------------------- | ----------------------------------------------------- | --------------------------------------------------------------- |
| 2015   | 3,304,736     | 8.76          | 14            | 3,345,712      | 8.81           | 21             | 35 / 500  | Không có                  | Enrique Peña Nieto          |                                                       | Đối lập                                                         |
| 2018   | 20,790,623    | 38.70         | 106           | 20,968,859     | 38.80          | 85             | 191 / 500 | Juntos Haremos Historia   | Andrés Manuel López Obrador |                                                       | Đa số Morena–Đảng Lao động–Đảng Sinh thái Xanh México           |
| 2021   | 16,629,905    | 35.27         | 122           | 16,756,189     | 35.30          | 76             | 198 / 500 | Juntos Haremos Historia   | Andrés Manuel López Obrador | Đa số Morena–Đảng Lao động–Đảng Sinh thái Xanh México |                                                                 |
| 2024   | 3,686,979     | 6.48          | 161           | 24,286,317     | 42.40          | 75             | 236 / 500 | Sigamos Haciendo Historia | Claudia Sheinbaum           |                                                       | Đa số tuyệt đối Morena–Đảng Lao động–Đảng Sinh thái Xanh México |

#### Thượng viện
| Bầu cử | Đơn vị bầu cử | Đơn vị bầu cử | Đơn vị bầu cử | Đại diện tỷ lệ | Đại diện tỷ lệ | Đại diện tỷ lệ | Tổng cộng | Liên minh bầu cử          | Tổng thống                  | Tổng thống | Vị thế                                                          |
| Bầu cử | Phiếu bầu     | %             | Số ghế        | Phiếu bầu      | %              | Số ghế         | Tổng cộng | Liên minh bầu cử          | Tổng thống                  | Tổng thống | Vị thế                                                          |
| ------ | ------------- | ------------- | ------------- | -------------- | -------------- | -------------- | --------- | ------------------------- | --------------------------- | ---------- | --------------------------------------------------------------- |
| 2018   | 21,013,123    | 39.03         | 42            | 21,256,238     | 39.12          | 13             | 55 / 128  | Juntos Haremos Historia   | Andrés Manuel López Obrador |            | Đa số Morena–Đảng Lao động–Đảng Sinh thái Xanh México           |
| 2024   | 7,526,453     | 13.19         | 46            | 24,484,943     | 42.48          | 14             | 60 / 128  | Sigamos Haciendo Historia | Claudia Sheinbaum           |            | Đa số tuyệt đối Morena–Đảng Lao động–Đảng Sinh thái Xanh México |